# Otto (Wyoming)
Otto ist ein gemeindefreier Ort (unincorporated community) im Big Horn County im US-Bundesstaat Wyoming. 2022 hatte er 74 Einwohner.

## Geografie
Otto liegt im nördlichen Teil des Bighorn Basin, westlich der Bighorn Mountains und nordöstlich der Absaroka Mountains im Norden von Wyoming auf einer Höhe von 1270 m. Der Ort liegt im fruchtbaren Flusstal des Greybull River, der unmittelbar südlich des Ortes nach Osten verläuft und bei Greybull in den Bighorn River mündet. Otto liegt 14 km südöstlich von Burlington, 19 km westlich von Basin sowie 15 km südöstlich von Emblem. Der Ort liegt am in West-Ost-Richtung verlaufenden Wyoming Highway 30, der nach Westen über Burlington führt und bei Emblem auf den U.S. Highway 14 trifft und in östliche Richtung bis Basin verläuft, wo er Anschluss an US-16 und WYO-789 bietet.

## Geschichte
Benannt wurde der Ort nach dem deutschen Aristokraten Otto Franc von Lichtenstein, der in den 1870er-Jahren die Pitchfork Ranch am Greybull River gründete. Er besaß rund 1200 Tiere, deren Weidegebiet vom heutigen Park County bis ins Big Horn County reichte.

## Demographie
Stand 2022 lebten in Otto 74 Menschen in 41 Haushalten. Die Bevölkerungsdichte beträgt 59 Einwohner je km². Das Durchschnittsalter betrug 65,3 Jahre.